# 渋谷昇次
渋谷 昇次（澁谷、しぶや しょうじ、1913年（大正2年）3月5日 - 2001年（平成13年）9月17日）は、昭和期の実業家、政治家。衆議院議員、静岡県志太郡大井川町長。

## 経歴
静岡県出身。1938年（昭和13年）早稲田大学大学専門部商科を卒業した。
桜組商事、南興水産（パラオ本社）、焼津水産などで勤務。大東亜省の委嘱によりマニラ日本人会書記に就任した。
帰国後、網代冷凍代表取締役、日本漁民組合副組合長、日本社会党静岡県支部連合会青年部長などを務めた。
1946年（昭和21年）4月の第22回衆議院議員総選挙で静岡県全県区から日本社会党公認で出馬して当選し、衆議院議員に1期在任した。この間、社会党漁民部長、全国漁民協議会事務局長などを務めた。以後、静岡県第1区から第23回、第26回、第31回、第32回総選挙に立候補したがいずれも落選した。
1963年（昭和38年）大井川町長に選出され3期在任した。この間、全国革新町長会長、大井川開発公社理事長などを務め、大井川港の建設に尽力した。また、日本チモール協会理事長も務めた。

## 著作
- 『南太平洋諸島：地政治史的研究』先生書店、1943年。
- 『比律賓群島バゴボ族の原始社會』亞細亞青年教團、1943年。
- 『未来を開く新中国』R出版、1972年。